# Newcastle Brown Ale

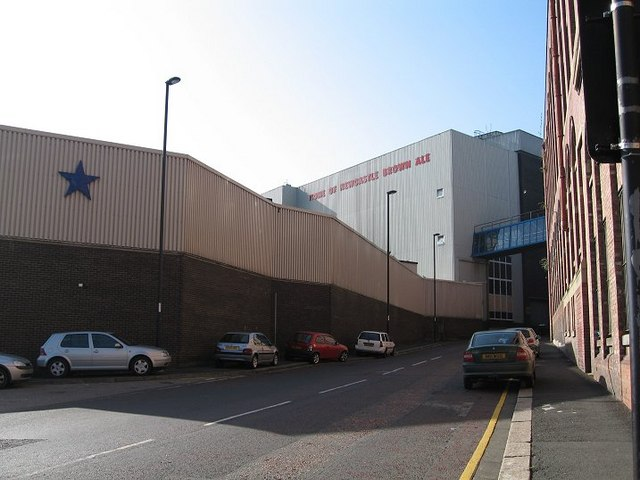
Browar w Newcastle

Newcastle Brown Ale (potocznie „Newkie Brown”) – piwo z gatunku brown ale o czerwono-brązowej barwie, produkowane przez koncern Heinekena w browarze John Smith's Brewery, w Tadcasterze. W Wielkiej Brytanii postrzegane jako piwo klasy pracującej i tradycyjny symbol północno-wschodniej Anglii, podczas gdy na rynkach eksportowych uznawane jest jako modny trunek młodzieżowy. Było jednym z pierwszych piw sprzedawanych w przejrzystych szklanych butelkach.

## Etykieta
Na charakterystycznej etykiecie nadrukowana jest niebieska gwiazda z nałożonymi konturami katedry św. Mikołaja w Newcastle, zamku oraz mostu na rzece Tyne. Gwiazda symbolizuje pięć browarów – John Barras & Co, Carr Bros & Carr, JJ & WH Allison (dwa browary) i Swinburne & Co, które połączyły się w 1890 roku tworząc Newcastle Breweries Ltd. Złote medale pochodzą z Międzynarodowej Wystawy Browarników z 1928 roku.

## Historia
Receptura została opracowana w 1927 roku po trzech latach badań prowadzonych przez pułkownika Jamesa „Jima” Portera i chemika Archiego Jonsona. Trunek miał się stać alternatywą dla tanich i licznie sprzedawanych w latach 20. piw oraz konkurencją dla produktów z Burton upon Trent. Początkowo produkowano dwie odmiany – ciemne, o intensywnej barwie i bukiecie oraz jasne, koloru bursztynu o mniejszej zawartości alkoholu – jednak badania rynkowe potwierdziły nieopłacalność takiego przedsięwzięcia, co przyczyniło się do zarzucenia tej praktyki. Po zdobyciu medali na Międzynarodowej Wystawie Browarników z 1928 roku Porter został mianowany naczelnym browarnikiem, a w 1962 roku dyrektorem kompanii.
Po połączeniu Newcastle Breweries ze Scottish Breweries w 1960 roku Newkie Brown przestało być napojem regionalnym i zaczęło docierać poza Wielką Brytanię, stając się jednocześnie markowym trunkiem robotników. Z tego okresu pochodzi także gwarowe stwierdzenie „Pójdę wyprowadzić psa” (ang. I'm going to walk the dog), oznaczające „Idę do pubu na szklankę Newkie Brown”. W 1996 marka zyskała chronione oznaczenie geograficzne (PGI), na podstawie którego piwa miały być wytwarzane tylko w Newcastle.
Szczyt popularności Newkie Brown przypadł na początek lat 70. XX wieku. W latach 80. i 90. piwo stało się popularne wśród studentów.
W 2005 roku Scottish & Newcastle Breweries zamknęło browar w Newcastle i przeniosło produkcję do leżącego ponad 3 kilometry dalej Gatesheadu, co oburzyło tradycyjnych zwolenników i doprowadziło do cofnięcia oznaczenia PGI. W 2010 roku kompania macierzysta została przejęta przez korporację Heinekena, a produkcję przeniesiono ponownie, tym razem do Tadcasteru.